# Maarten van Grimbergen
Albert Maarten van Grimbergen (* 4. Oktober 1959 in Eindhoven) ist ein ehemaliger niederländischer Hockeyspieler, der 1983 Europameister wurde.

## Sportliche Karriere
Der Stürmer Maarten van Grimbergen bestritt von 1980 bis 1992 145 Länderspiele für die niederländische Nationalmannschaft, in denen er 35 Tore erzielte.
1982 bei der Weltmeisterschaft in Bombay erreichten die Niederländer als Gruppenzweite der Vorrunde das Halbfinale und unterlagen dann Pakistan mit 2:4. Das Spiel um den dritten Platz gegen Australien endete nach Verlängerung ebenfalls 2:4. Maarten van Grimbergen war in sechs von sieben Spielen dabei und erzielte einen Treffer im Vorrundenspiel gegen Indien. 1983 bei der Europameisterschaft in Amsterdam war er in sieben Spielen dabei und erzielte drei Tore. Die Niederländer gewannen ihre Vorrundengruppe vor der Mannschaft aus der Sowjetunion. Nach einem 4:1-Halbfinalsieg gegen Deutschland nach Verlängerung trafen die Niederländer im Finale erneut auf die sowjetische Mannschaft. Am Ende der regulären Spielzeit stand es 2:2 und nach der Verlängerung 4:4. Die Niederländer siegten schließlich im Siebenmeterschießen. Bei den Olympischen Spielen 1984 in Los Angeles erzielte Maarten van Grimbergen in sieben Spielen insgesamt vier Treffer. Am Ende des Turniers belegten die Niederländer den sechsten Platz.
1986 bei der Weltmeisterschaft in London verpassten die Niederländer als Dritte ihrer Vorrundengruppe den Halbfinaleinzug und belegten am Ende den siebten Platz. Im Januar 1987 war Maarten van Grimbergen bei einem Turnier in Neu-Delhi dabei. Danach kehrte er erst 1992 in die Nationalmannschaft zurück. Bei den Olympischen Spielen in Barcelona bestritt er seine letzten sechs Länderspiele. Die niederländische Mannschaft verlor im Halbfinale gegen die Australier und unterlag dann im Spiel um die Bronzemedaille der Mannschaft Pakistans.
Maarten van Grimbergen spielte beim HC Klein Zwitserland in Den Haag und war mit dieser Mannschaft mehrfach niederländischer Meister. Er ist der Sohn von Ab van Grimbergen, der 20 Länderspiele für die Niederlande bestritt und bei den Olympischen Spielen 1972 zum niederländischen Trainerstab gehörte.